# Torneo de Tokio 2024
El Kinoshita Group Japan Open Tennis Championships 2024 fue un torneo de tenis perteneciente al ATP Tour 2024 en la categoría ATP Tour 500. El torneo tuvo lugar en la ciudad de Tokio (Japón) desde el 25 de septiembre hasta el 1 de octubre de 2024 sobre canchas duras.

## Distribución de puntos
| Modalidad            | Campeón | Finalista | Semifinales | Cuartos de final | 2.ª ronda | 1.ª ronda | Clasificados | 2.ª ronda de clasificación | 1.ª ronda de clasificación |
| Individual masculino | 500     | 330       | 200         | 100              | 50        | 0         | 25           | 13                         | 0                          |
| Dobles masculino     | 500     | 300       | 180         | 90               | –         | –         | 45           | 25                         | 0                          |

## Cabezas de serie

### Individuales masculino
| Tenista            | Ranking | Preclasificado |
| Taylor Fritz       | 7       | 1              |
| Hubert Hurkacz     | 8       | 2              |
| Casper Ruud        | 9       | 3              |
| Stefanos Tsitsipas | 12      | 4              |
| Tommy Paul         | 13      | 5              |
| Holger Rune        | 14      | 6              |
| Frances Tiafoe     | 16      | 7              |
| Ben Shelton        | 17      | 8              |

- Ranking del 16 de septiembre de 2024.[2]

### Dobles masculino
| Tenista                           | Ranking | Preclasificados |
| Nathaniel Lammons Jackson Withrow | 40      | 1               |
| Hugo Nys Jan Zieliński            | 53      | 2               |
| Sadio Doumbia Fabien Reboul       | 59      | 3               |
| Máximo González Andrés Molteni    | 64      | 4               |

## Campeones

### Individual masculino
Arthur Fils venció a  Ugo Humbert por 5-7, 7-6(8-6), 6-3

### Dobles masculino
Julian Cash /  Lloyd Glasspool vencieron a  Ariel Behar /  Robert Galloway por 6-4, 4-6, [12-10]